# Måldomare
En måldomare är en assisterande domare inom en del sporter, bland annat ishockey. Måldomarens uppgift är främst att godkänna och underkänna mål. Det brukar ske med hjälp av videogranskning, genom att titta på repriser av målsituation. I sporter där domarna saknar tillgång till videoupptagning är eventuella måldomare stationerade vid målen för att göra en ögonbedömning. Måldomare tas till hjälp när ordinarie domare blir osäkra och inte kan godkänna eller avfärda mål.